# 대전대학교 대전한방병원
대전대학교 대전한방병원은 대전광역시 서구 둔산동에 위치한다. 대전대학교 한의과대학 부속 한방병원이다.

## 연혁
- 1982년 3월 30일 대전대학교 부속한방병원 개원.(은행동)
- 1987년 4월 30일 병원 증축 이전 개원.
- 1990년 9월 22일 대전대학교 혜화병원 개원.
- 2004년 10월 1일 둔산한방병원 개원 및 진료개시.
- 2018년 6월 1일 (구)대전한방병원과 둔산한방병원을 통합.
- 2020년 3월 18일 둔산한방병원을 대전한방병원으로 명칭 변경.

## 같이 보기
- 대전대학교
- 한의과대학